# Les Jeunes Loups (film, 1968)
Pour les articles homonymes, voir Les Jeunes Loups.
Pour plus de détails, voir Fiche technique et Distribution.
Les Jeunes Loups est un film dramatique italo-français de Marcel Carné, sorti à Paris le 3 avril 1968.

## Synopsis
Alain, jeune gigolo aussi élégant qu'ambitieux, se fait entretenir par une riche princesse étrangère. Il séduit aussi la jeune et candide Sylvie, qui feint de céder au cynisme ambiant en matière de mœurs sans s'avouer ses inclinations romantiques. Désespérée de sa propre déchéance, elle se reprend en se liant avec Chris, un beatnik de la rue de la Huchette.

## Fiche technique
- Titre : Les Jeunes Loups
- Réalisation : Marcel Carné
- Assistants de réalisation : Stéphane Iscovesco et Benoît Jacquot
- Scénario : Marcel Carné et Claude Accursi
- Dialogues : Claude Accursi
- Photographie : Jacques Robin
- Musique : Jack Arel, Cyril Azzam, Guy Magenta
- Montage : Henri Rust
- Scripte : Lucie Lichtig
- Photographe de Plateau : Léo Mirkine
- Procédé : Eastmancolor
- Tournage : juin 1967
- Pays de production :  France -  Italie
- Production : France, Société Nouvelle de Cinématographie (SNC) ; Italie, West-Films
- Genre : Drame
- Durée : 110 minutes
- Date de sortie : 
  - France : 3 avril 1968

## Distribution
- Haydée Politoff : Sylvie
- Christian Hay : Alain Langlois
- Yves Beneyton : Jean-Emmanuel de Saint-Sever, dit Chris
- Roland Lesaffre : Albert
- Maurice Garrel : Ugo Castellini
- Élizabeth Teissier du Cros : la princesse Linzani
- Gamil Ratib : le prince Linzani
- Bernard Dhéran : Jean-Noël
- Élina Labourdette : Mme Sinclair
- Rolande Ségur :  la jolie blonde en robe lamée
- Roger Trapp : un passager du train
- Stéphane Bouy : Riccione, le photographe
- Robert De Niro : un hippie chez Popov (non crédité)

## Autour du film
Jamais diffusé à la télévision, ni édité en VHS, le film connaît une édition restaurée HD grâce à M6 Vidéo. Le DVD est disponible depuis le 28 octobre 2015 dans la collection « Les Classiques français » (SNC).
Le scénario paraît inspiré de Manon Lescaut, si ce n'est que la relation homme-femme est inversée. On peut aussi y voir une réactualisation de thèmes que Carné avait abordés dix ans plus tôt dans Les Tricheurs.
Les Jeunes Loups aurait pu entrer dans l'histoire comme un témoignage d'époque, comme le pendant continental des grandes comédies pop tournées au même moment en Grande-Bretagne, mais il est né sous une mauvaise étoile. Sa réalisation a donné lieu à des querelles incessantes avec la production. La censure a exigé des coupures qui auraient dénaturé l'œuvre au point que Marcel Carné l'a désavouée et a refusé d'assister à la première.
Sorti en avril 1968, le film a été éclipsé par les événements du mois suivant et n'a même pas profité du grand succès obtenu par la chanson la plus marquante de sa bande son, I'll Never Leave You, interprétée par Nicole Croisille (sous le pseudonyme de Tuesday Jackson).
Il a cependant été programmé en novembre 2012 lors de la rétrospective Marcel Carné à la Cinémathèque française, et une projection exceptionnelle a eu lieu le 19 septembre 2013 à Deauville dans le cadre d’un cycle consacré aux films tournés dans cette ville.
Le film montre des lieux de nuit à la mode à l'époque comme The Cage (76 rue de Rennes, Paris 6e) et Chez Popov (8 rue de la Huchette, Paris 5e). Selon Véra Belmont, dans une scène filmée Chez Popov, Robert De Niro se trouve parmi les figurants.